# Rock de Uruguay
El rock uruguayo es la expresión de la música rock realizada en Uruguay. Se diferencia de otros estilos, ya que suele verse influenciado por géneros musicales propios del país, como el candombe o la murga uruguaya, así como también por géneros propios de la región del Río de la Plata, como el tango o la milonga. De esta fusión de ritmos, que puede darse en mayor o menor medida, surge el rock uruguayo, estilo musical que ha adquirido en el correr de los años una identidad propia que lo caracteriza.

## Los inicios: 1950-1972

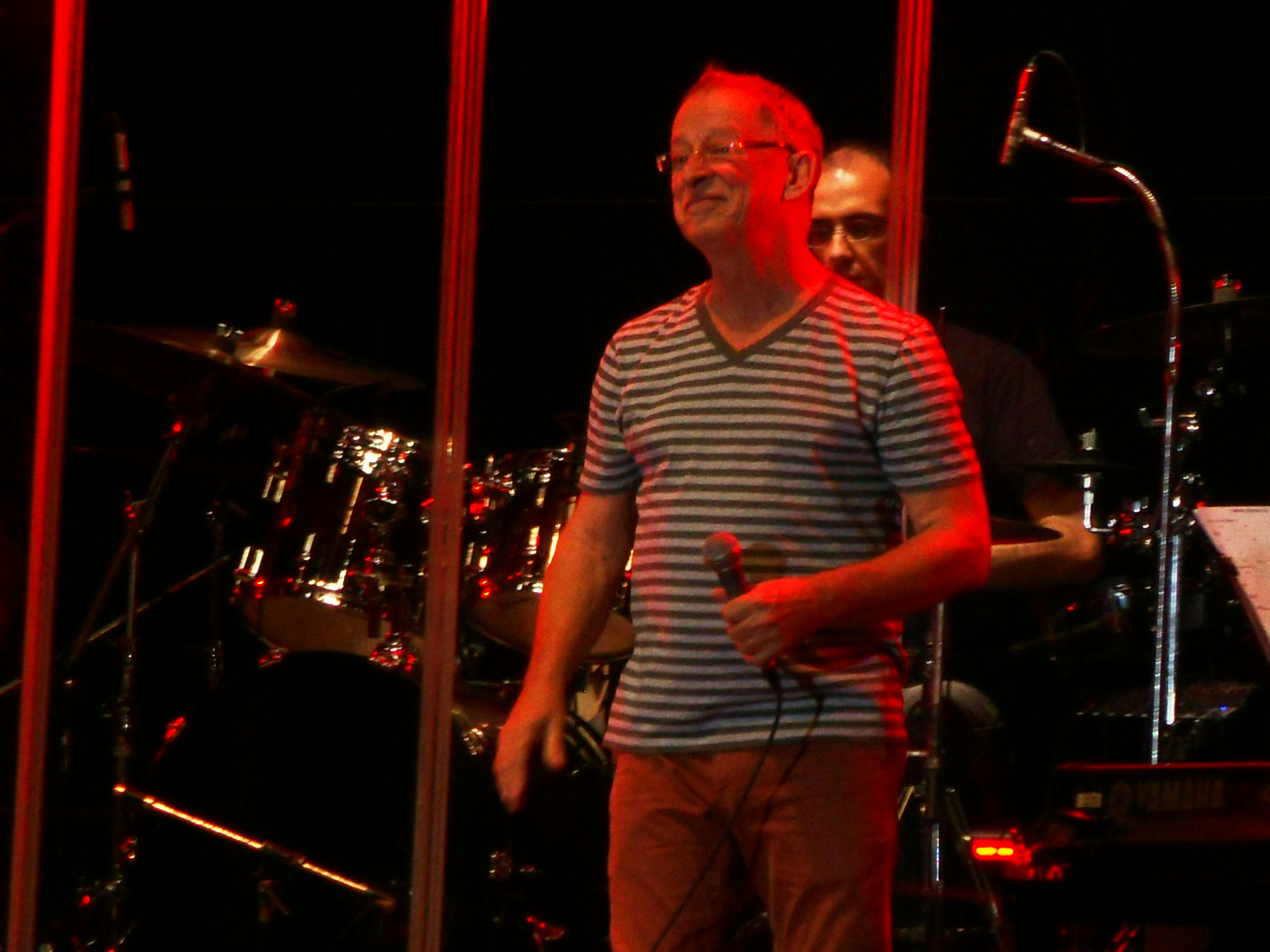
Hugo Fattoruso el 15 de diciembre de 2013, en Mendoza. Es considerado como uno de los pioneros del rock uruguayo.

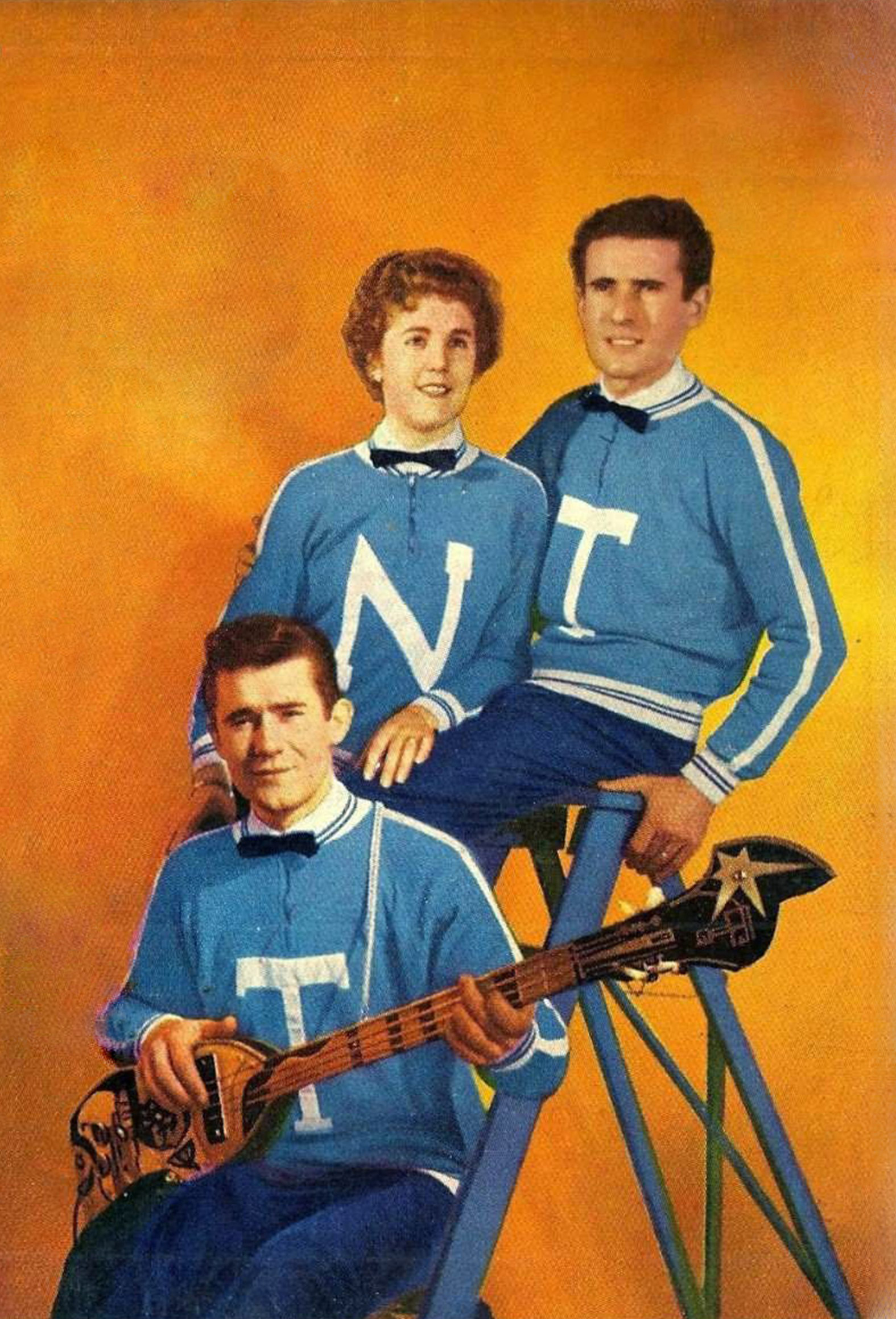
El trío Los TNT en 1960. Fue el primer trío vocal-instrumental de rock and roll.

Las primeras bandas de rock de Uruguay surgieron en los años 1950 como consecuencia de ese movimiento mundial Rock and Roll dedicado a los jóvenes que surgía en los Estados Unidos y llegaba al Uruguay a través de radios y cine, con artistas como Buddy Holly, Carl Perkins, Chuck Berry, Elvis Presley, Little Richard. Bill Haley y sus Cometas visitan Montevideo y actúan en el Cine Plaza. Las primeras bandas de rock de Uruguay surgieron en esos años respondiendo a ese fenómeno internacional. Se formaron grupos donde muchos no lograron trascender de los ensayos o conciertos en clubes barriales. Pero si en 1953 los tres hermanos Croatto de La Paz, formaron el grupo Los TNT inspirándose en el naciente rock-pop italiano. En aquellos años era difícil conseguir equipos con el cual tocar, debido a que no había libre importación. El hecho de tener un amplificador, un bajo o cualquier equipo que "sonara" determinaba la inclusión en un grupo.
En la década de 1960 aparece el movimiento de Rock del Uruguay y crece rápidamente. Músicos y bandas destacados en los 60s son:
Los Blue Kings que más adelante se llamarán Los Iracundos,  Los Shakers, Los Mockers, Los Delfines, Kano y los Bulldogs, Sexteto Electrónico Moderno, El Kinto, Los Moonligths, Sindykato.
Hugo y Osvaldo Fattoruso no conformes con el suceso en Sud América de su grupo Los Shakers y buscando expandir su horizonte musical, toman su portafolio con elementos fusionados de jazz y candombe y parten para New York donde forman Opa en 1969, donde registran los discos Goldenwings y Magic Time.
Ya en la década de los años 1970 y en los momentos de más difusión a través de discos y actuaciones aparecen nombres como:
Eduardo Mateo, Opa, Totem, Psiglo, Opus Alfa, Días de Blues, Hojas, Grupo Génesis, Jesus Figueroa, SOS de Rubén Rada, Urbano Moraes, Gastón Ciarlo, Carlos Canzani, Grupo 03, Siddhartha, José Pedro Beledo, Luz Roja, Jaime Roos, Eduardo Darnauchans, Heber Piriz, Jorginho Gularte,
entre otros.

...Como nosotros no teníamos guita para comprarnos instrumentos, hicimos varias actuaciones gratis a cambio de tres guitarras Sonny Boy y un equipito. Las fabricaba el Palacio y eran pesadísimas y durísimas. Te quedaban las manos llenas de callos. Pelín le sacó el mango a una y le puso otra madera, así, sin trastes.
Osvaldo Fattoruso.

Como difusores de toda esta movida podemos mencionar los programas "Discodromo Show" conducido por Rubén Castillo y "La Carreta' de Carlos Martìn, entre otros.

### Los Shakers

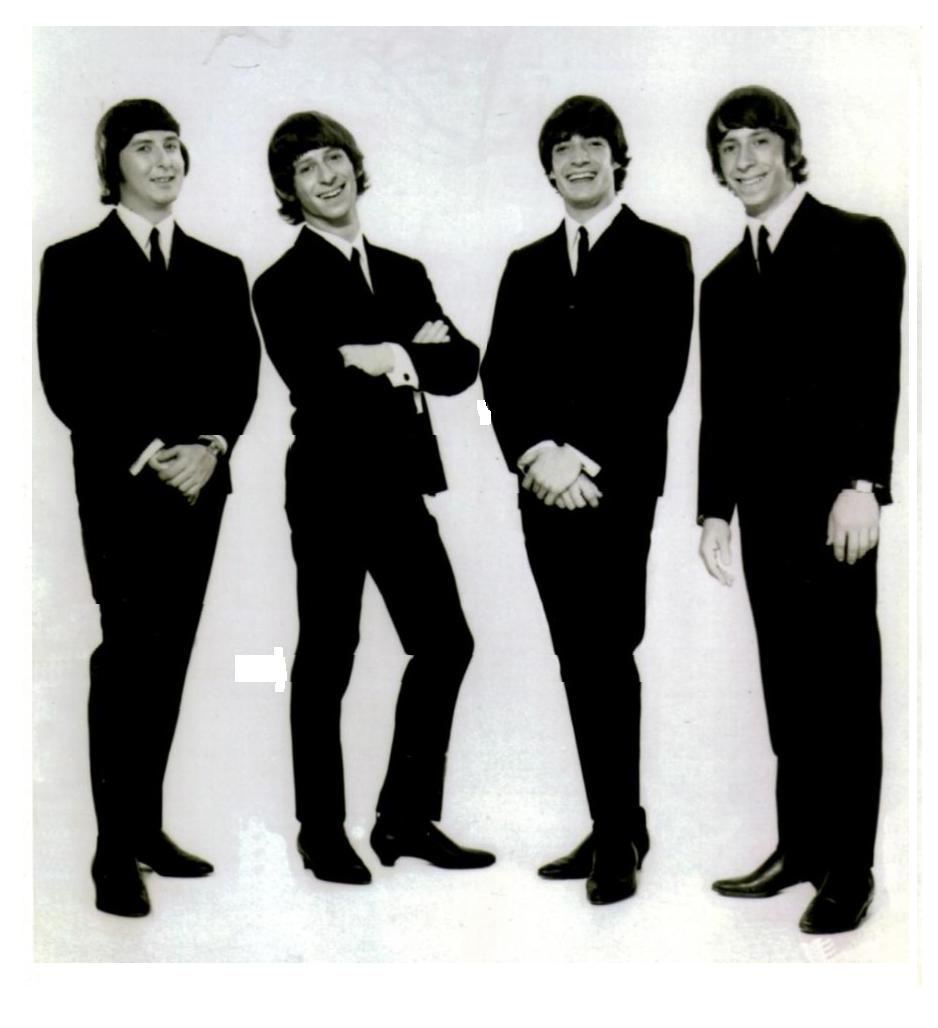
Los Shakers en Buenos Aires en 1965.

Grupo creado a mediados de los 60, integrado por Hugo Fattoruso (guitarra, teclados, armónica, voz), Osvaldo Fattoruso (guitarra, voz), Roberto "Pelín" Capobianco (bajo, bandoneón, voz) y Carlos "Caio" Vila (batería, voz) de gran influencia de The Beatles, los mismos cantaban tema en inglés compuestos en letra y música por ellos mismos. Si bien podría afirmarse que parecían una "copia" de los genios de Liverpool, es un grupo que tiene una identidad y calidad en sus composiciones que supo conquistar varios países de América del Sur, siendo referentes para muchos músicos.

### Los Iracundos

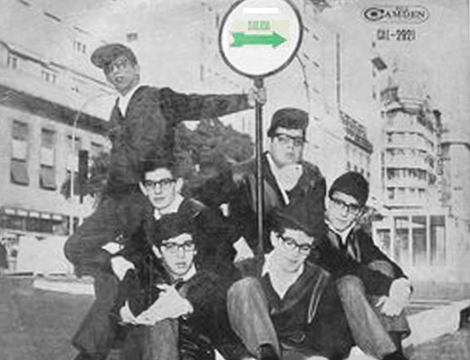
Álbum "Los Iracundos" de 1965.

Originarios de Paysandú, Uruguay integrado por Eduardo Franco (vocalista), su hermano, Leonardo Franco (primera guitarra), Juan "Bosco" Zabalo (segunda guitarra), Juan Carlos Velásquez (batería), Hugo Burgueño (bajo electrónico y coros) y Jesús María Febrero (teclados). Inicialmente llamados Blue Kings, eran siete amigos sanduceros que inspirados en los Teen Tops, Locos del Ritmo, fueron de los pioneros en hacer rock n roll en español ya desde su debut en el teatro Florencio Sanchez en 1961. Fueron la banda pionera en firmar contrato con una multinacional como RCA Victor de Argentina y en editar el primer disco LP de rock uruguayo llamado "Stop" en setiembre de 1964. Rápidamente con base en talento y una agenda de shows sorprendente alcanzaron la fama internacional a mediados de los 60 con temas románticos juveniles, vigentes hasta el día de hoy. Su cantante y compositor Eduardo Franco fallece en 1989 sin embargo la banda continúa tocando hoy día con varias formaciones simultáneas.

### Eduardo Mateo
Fue el gran referente de toda una generación por su mezcla candombe, bossa nova con beat, cantando temas en español, en una época en que no era comercial hacerlo. Líder de El Kinto (voz, guitarra) junto a Rubén Rada (voz, percusión), Walter Cambón (voz, guitarra), Urbano Moraes (voz, bajo) o Daniel "Lobito" Lagarde (bajo) o Alfredo Vita (bajo), Luis Sosa (batería) y Mario “Chichito” Cabral (percusión).

Si se puede ser un poco romántico, Mateo es la luz de la música uruguaya. El tipo abre una veta para todos nosotros mamar, no sólo interminable sino muy importante. Osvaldo Fattoruso sobre Eduardo Mateo.

### Rubén Rada
Es otro gran referente junto a Mateo de la mezcla de candombe, murga, y beat; agregando humor a sus letras. Integró gran parte de las agrupaciones, como El Kinto, Totem y Opa, las tres bandas con más peso del Uruguay. Reconocido a nivel internacional, por su versatilidad y estilo, es ganador de un premio Grammy por su trayectoria.

## La crisis institucional y la dictadura: 1973 - 1984

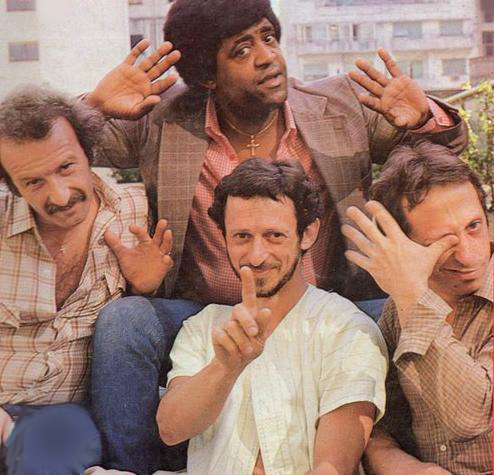
Presentación de Opa en Montevideo, 1981.

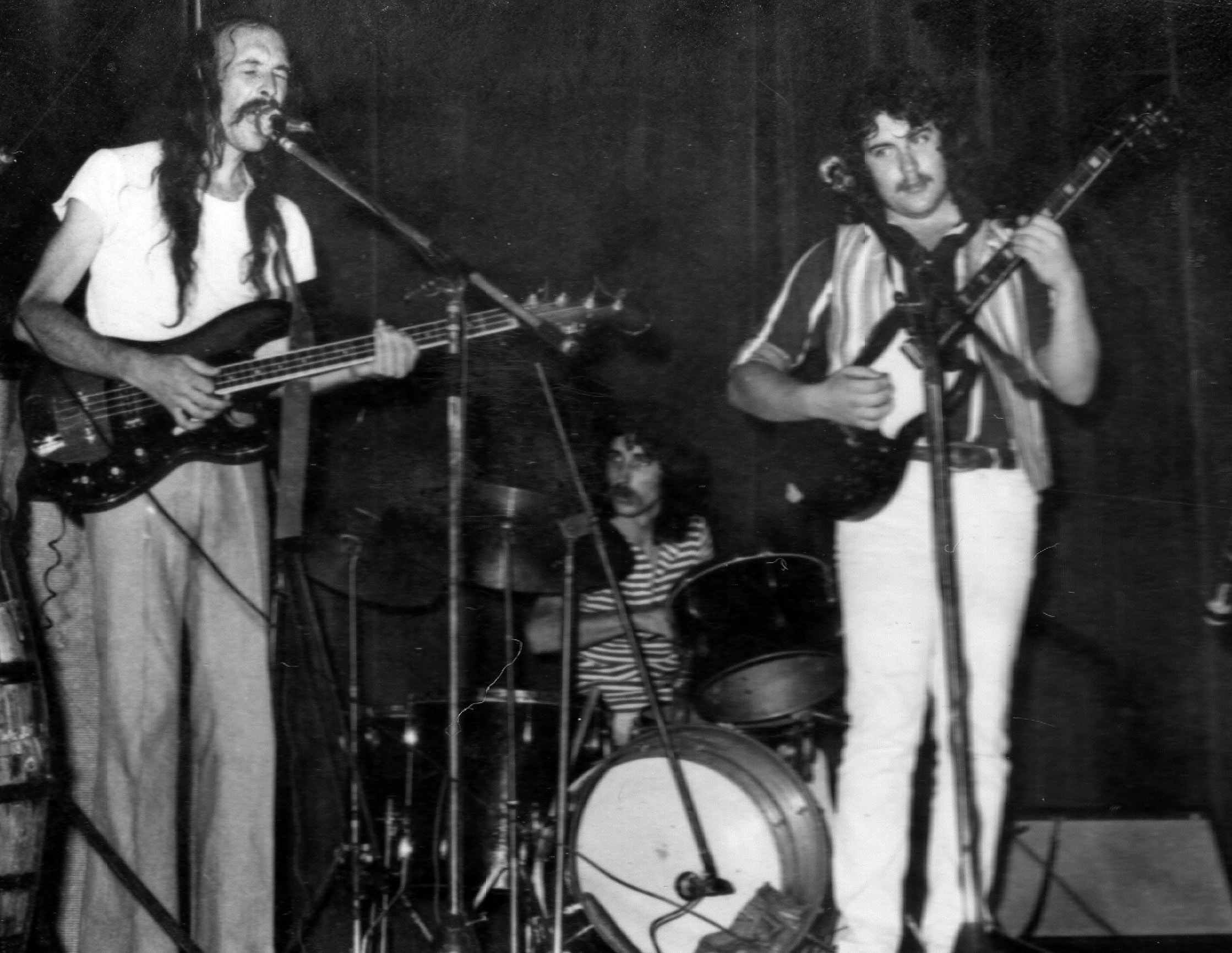
Días de Blues. Primera banda blues y hard rock, formada en Montevideo en 1972.

El rock uruguayo no tenía sus raíces afianzadas, cuando la sociedad entró en un espiral de violencia, plena etapa de cambios en todo el mundo, por lo que el rock quedó de lado; y enseguida vendría la dictadura cívico-militar Uruguaya 1973-1984. Los movimientos juveniles y la intelectualidad no encontraron en el rock una forma de manifestar su inconformismo y fueron evolucionando hacia el canto popular o manifestaciones musicales más folclóricas, como la murga y el candombe. Curioso es el caso de los hermanos Fattoruso que emigraron y formaron diversos grupos de Jazz-Fusión con elementos folclóricos uruguayos, el cual el más recordado es Opa. Similar es el caso de Eduardo Mateo, que fue adoptando el candombe cada vez más en sus composiciones logrando una mezcla que recibió el nombre de candombe beat.
La dictadura no persiguió directamente al rock (más allá de que puntualmente pudo haber censurado determinada canción o grupo), indirectamente conspiró contra su desarrollo. Al abolir el derecho de reunión, dificultó que nuevas bandas pudieran juntarse a ensayar y poder realizar conciertos de pequeña magnitud para darse a conocer.
A su vez el movimiento de resistencia contrario a la dictadura se identificaba con el canto popular, y fue esta manifestación cultural la que acaparó el favor del público, quien se solidarizaba con la causa de los músicos censurados o exiliados (algunos de los cuales habían sido pioneros del rock uruguayo). Esta ruptura de casi veinte años del rock uruguayo, le ha dado ciertas particularidades: Uruguay no tiene una tradición roquera continua como pueden tener países como Estados Unidos, el Reino Unido o Argentina.
Es resaltable el surgimiento como compositor e intérprete de Jaime Roos, la continuación como solista de Rubén Rada, la actividad de Alfonso Carbone, Tabaré Couto, Daniel Renna, Pablo De León y Aldo Silva, como difusores del rock en Uruguay. También son considerados DJ´s de categoría Jorge Avegno, Luis Eduardo, Henry Mullins, Lulo Loureiro, Ulises Cambre, quienes impulsaron el Rock que Carbone, desde el Palacio de la música, apostaba en la producción. También son notables, como organizadores de bailes, productores como Enrique Machado, Ricardo Dandraya y Arturo de la Vega, ya que esto ayudó a que lentamente roqueros y letras fueran integrándose en forma, para la salida de la dictadura e ingreso a la democracia.

## El boom: 1987-2005
Terminada la dictadura se produjo una verdadera eclosión de bandas, la mayoría de corte punk como ser: LSD, Guerrilla Urbana, Insurrección, Indios Muertos, Los Invasores, etc. Las agrupaciones más recordadas son Los Estómagos, Traidores, ADN, Los Tontos, El Cuarteto de Nos, La Chancha, Los Vidrios, ZERO, Neoh 23 y Tabaré Rivero con La Tabaré Riverock Banda, las cuales tuvieron éxito, sonaban en la radio y daban conciertos regularmente. Se destaca de esta época los colectivos en los que participaban las bandas del momento, como la ensalada Graffiti de 1985; y los festivales masivos Montevideo Rock entre 1986 y 1988, en los que las bandas uruguayas compartieron escenario con las argentinas Sumo, Fito Páez y La Torre, la brasilera Legião Urbana y la chilena Los Prisioneros. En 1987 se forma RRRRRRR, banda precursora del dark wave sudamericano, liderada por Lady Ego.

## Cambios: 2006-2010

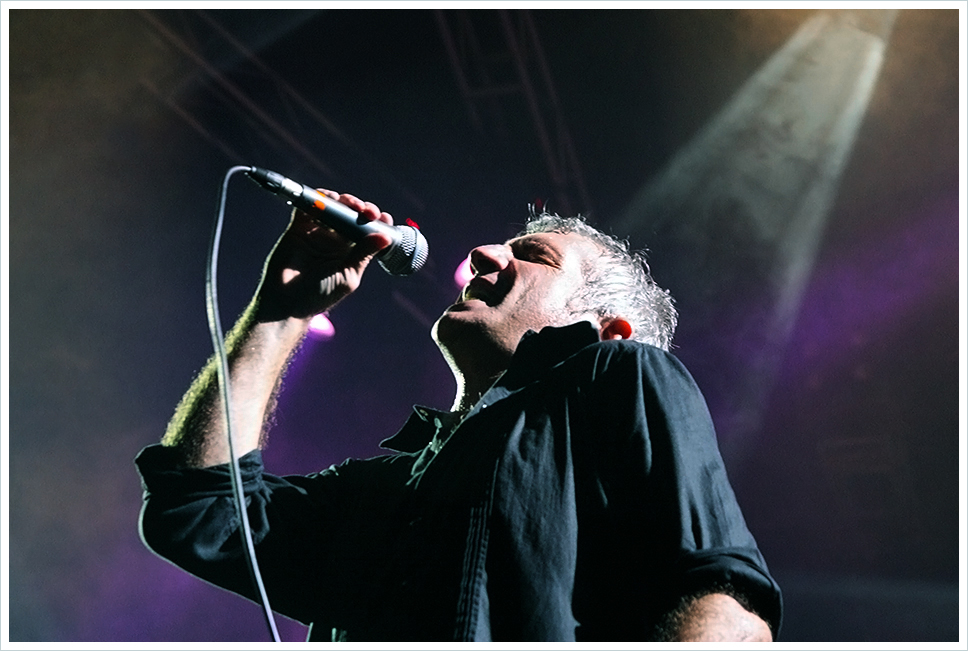
Gabriel Peluffo de Buitres Después de la Una en una actuación en vivo en la Rural del Prado.

A medida que se fue entrando en la década de los 2000 todas estas bandas fueron perdiendo popularidad y muchas terminaron disolviéndose. Las razones de este retroceso no están del todo estudiadas.
El público seguidor de aquellas bandas fue entrando paulatinamente al mercado laboral y ya no estaban en condiciones de concurrir a los conciertos con tanta regularidad. Los conjuntos no pudieron, o no supieron adaptarse a los gustos de las nuevas generaciones. En cambio agrupaciones e intérpretes argentinos como Patricio Rey y sus Redonditos de Ricota, Soda Stereo, La Renga, Attaque 77, Charly García y Fito Páez salieron airosos de este cambio generacional. A su vez fue el momento de auge de agrupaciones de habla inglesa como Nirvana, Guns & Roses, Iron Maiden y Metallica que incluso hoy en día gozan de mucha popularidad en Uruguay. También son los años de transición de la tecnología de grabación en disco de vinilo o casete al disco compacto, los estudios de grabación uruguayos adquirieron tarde esta tecnología y no supieron sacarle todo el provecho. Todo esto provocó un cuadro en el cual las bandas uruguayas no podían competir con las extranjeras.
Muchas bandas protagonistas del boom de los '80 se fueron disolviendo en la medida que la música no podía sustentarlos económicamente e incluso les hacía perder mucho dinero. Las bandas que permanecieron como sobrevivientes del boom, con un éxito más moderado fueron Los Estómagos, reconvertidos en Buitres Después de la Una, Níquel, La Tabaré Riverock Banda, La Chancha. La excepción a todas estas fue El Cuarteto de Nos, la cual logró hacerse con un mayor eco internacional en 2006 cuando sacaron Raro. Entre 1991 y 1994, aparecieron en el circuito alternativo nuevas bandas y tendencias de estilo entre los que se cuentan grupos de tendencia rockfunk y progresiva y bandas que tomaban como influencia el Post-Punk, el Noise-Rock, Neanderthal, Buenos Muchachos, La Foca, The Supersónicos (más orientados al Surf Rock), Chicos Eléctricos y La Hermana Menor que tenían como epicentro el ahora mítico pub Juntacadaveres. Dichas tendencias no lograron en su momento trascender la escena underground, pero dejaron su influencia para la posteridad.
A mediados de la década comienza a gestarse una eclosión de bandas como Plátano Macho y El Peyote Asesino, de corte Hip Hop así como otras más volcadas hacia el rock latino y el Ska como La Abuela Coca, El Cuarteto de Nos, La Vela Puerca y No Te Va Gustar con mucho éxito, principalmente entre las nuevas generaciones.

## Resurgimiento: desde 2011

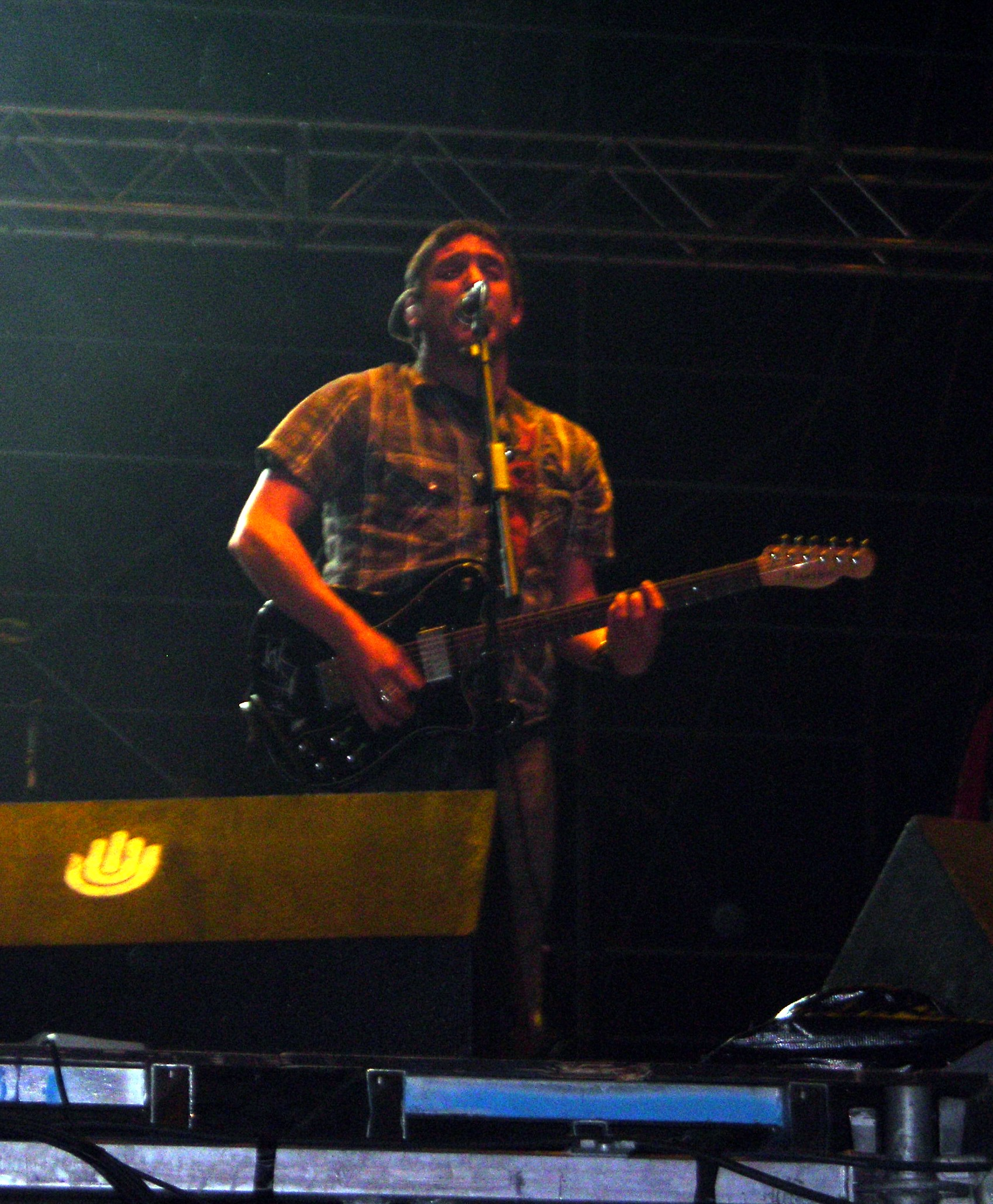
Sebastián Teysera de La Vela Puerca en una actuación en vivo.

En 2011 nace ReyToro cultivando el género Heavy metal con Fabian Furtado como líder. La economía de Uruguay entró en fase de recesión, aumentando el sentimiento de inconformismo en la población. Esto obligó a diversas empresas a emprender nuevas estrategias para promocionarse, Pepsi promocionó y organizó el Pepsi Band Plugged, concurso que ha permitido a muchísimas bandas difundirse. La FM 100.3 Radio X en aquel momento, comenzó a difundir principalmente rock apoyando al rock uruguayo y organizando La Fiesta de la X o Fiesta Final donde actuaron muchas de estas bandas. Lamentablemente dicha emisora de radio no sobrevivió a la crisis económica de 2011 Poco a poco otras empresas fueron patrocinando otros eventos: la cervecera Pilsen organiza el Pilsen Rock en la ciudad de Durazno, Cutcsa compañía de ómnibus urbanos que organiza el Rock en Ruedas, Coca Cola y Sprite organizan diversos conciertos gratis en las playas.

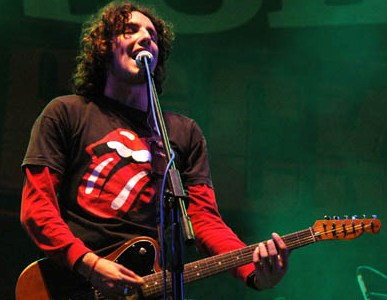
Emiliano Brancciari, de la banda No Te Va Gustar dando un concierto en el estadio Charrúa de Montevideo.

Los discos uruguayos comenzaron a ser relativamente más baratos que los extranjeros, teniendo los mismos niveles de calidad en grabación y presentación, además de la existencia de capitales dispuestos a financiarlos. Esta vez el cambio generacional favoreció a la música uruguaya, Soda Stereo se disolvió en 1997 al igual que Patricio Rey y sus Redonditos de Ricota en 2001, y bandas como La Renga perdieron presencia,.

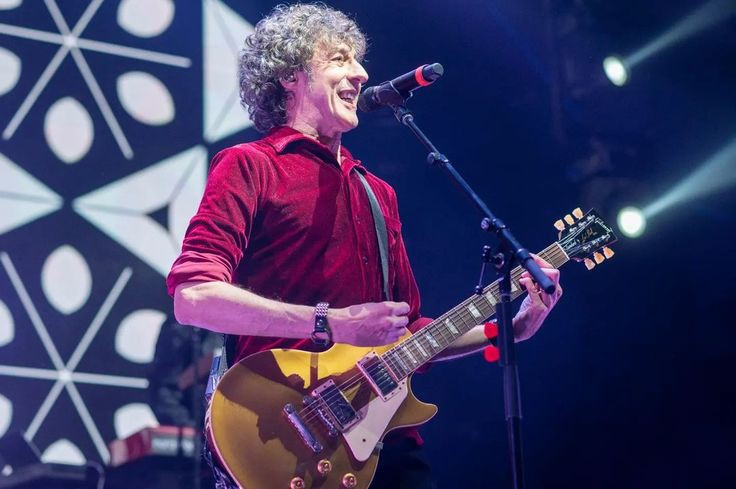
Roberto Musso de la banda El Cuarteto de Nos tocando en un recital.

Quizás las bandas que se han transformado en el arquetipo de esta recuperación del rock uruguayo sean: El Cuarteto de Nos, La Vela Puerca y No Te Va Gustar que también se sumaron al Rock Argentino , junto a otras que integran este fenómeno como Chopper, Sordromo, Psimio, Hereford, La Teja Pride, Snake, Bufón, Vinilo, ReyToro, Kato, Lapso, La Abuela Coca, Once Tiros, El Fuerte Punto Baz, Cursi y Dóberman. Asimismo, bandas más antiguas también se han visto beneficiadas por esta situación como Buitres, La Tabaré Riverock Banda, Trotsky Vengarán, Buenos Muchachos, Chicos Eléctricos, The Supersónicos y La Trampa.
Paralelamente vale aclarar que otras propuestas artísticas luchan por surgir y se descubren en los circuitos de pubs y en algunas salas pequeñas que permiten la puesta en escena de bandas que carecen de recursos y apoyo. Ejemplo de ello son artistas que superan la década y son underground por definición, como Pecho e' Fierro, Los Terapeutas, Cuchilla Grande, Buenos Muchachos, The Supersónicos, Inverosímil y La Hermana Menor. La electrónica en variados matices se va lentamente haciendo un lugar con exponentes como Luciano Supervielle y Daniel Anselmi.
Tema aparte merece el Pilsen Rock, que desde el 2004 nuclea a 100.000 personas para festejar 2 días de puro rock, lo cual sirve como promoción de grupos y cantantes.

### Rock clásico
El rock más popular en Uruguay ha sido generalmente producto de la fusión de ritmos autóctonos como el candombe o la murga con el pop y el rock internacional.
Los críticos y fanáticos del rock pesado y clásico no están de acuerdo con llamarle rock nacional al movimiento liderado por bandas fusionadas con reggae y ska.
El rock más clásico y puro y en todas sus ramificaciones mundialmente conocidas fue representado en los 70s con bandas como Psiglo, quienes tenían gran influencia de Deep Purple, también Días de Blues, Génesis, Montevideo Blues y anteriormente Opus Alpha que hasta el día de hoy se les reconoce como las bandas históricas, no solo en Uruguay sino en otras partes de América. Luego de la dictadura militar en Uruguay y que muchos músicos fueran perseguidos y las actividades culturales estuvieran bajo observación, la movida del rock pasó y el canto popular y de protesta estaba al tope de su momento.
En los años noventa luego de que Buitres y La Tabaré Banda fueran las únicas bandas con algo de influencia plenamente roquera (dentro del punk y el rock and roll clásico) apareció Hereford, una de las primeras en el género. Llamó la atención el hecho de estar influenciados por bandas clásicas como AC/DC y Rolling Stones llamó la atención a los jóvenes músicos del momento creando una nueva movida de bandas en los liceos de Montevideo.

### Rock
Grupos de rock como Vinilo aparecieron luego de Hereford haciendo un rock parecido en las influencias pero cada uno con sus toques distintivos. La Triple Nelson añade al rock su toque de blues y de instrumentación más que la canción.
Otras bandas de rock con influencia brit, retro, y más inspirados en las bandas de éxito actual como Arctic Monkeys y también influenciados por los clásicos Oasis y Radiohead han frecuentado la escena montevideana. Como también Astroboy, Boomerang (aunque sin lograr mayor trascendencia), entre otras se fueron acoplando a lo que pasaba en la escena internacional, desde su imagen hasta el sonido. Sería falso encasillarlos a todos como bandas iguales pero dentro de todo su sonido y sus canciones en algunos casos en inglés hacían que el público en general los etiquetara a todos por igual sin mayor éxito.

### Hard rockyheavy metal
Con la aparición de la banda Hereford, se abrió el camino en los años 1990 para las agrupaciones de hard rock. Durante este proceso surge otros grupos como, Chopper, quienes incursionaron en el heavy metal. Muchas bandas de distintos estilos dentro del metal como Cross o Alvacast, aparecieron en escena.
Tras la disolución de Chopper; su vocalista Fabián Furtado, formaría una nueva banda, llamada ReyToro, hoy es una de las bandas más populares del metal en Uruguay y que ha llevado otra vez el género a los festivales y distintos eventos de rock uruguayo; compartiendo escena con artistas como Guns N' Roses, Rata Blanca, Deep Purple, Sepultura, entre otros.
Otras bandas como Crepar exploran el lado más lírico del metal con otras influencias como Rata Blanca y Lörihen de Argentina.
El Hard rock tiene su exponente más fuerte en Dóberman, banda con influencias claras de AC/DC, The Cult, Deep Purple, Guns N' Roses, entre otras.